# Orió de Tebes
Orió, en llatí Orion, en grec antic Ὠρίων, fou el nom d'un escriptor grec mencionat per Suides. Havia nascut a Tebes, a l'antic Egipte, i fou l'autor de l'obra  ἀνθολόγιον en tres llibres, dedicats a Eudòxia Augusta, la dona de l'emperador Teodosi II el Jove, el que permet situar la seva època vers la meitat del segle v. Suides parla també d'un Orus (Ωρος) de Tebes que podria ser la mateixa persona.